# Фестивальна вулиця (Київ)
Фестива́льна ву́лиця — вулиця в Голосіївському районі міста Києва, селище Пирогів (куток Жабокруківка). Пролягає від залізниці та вулиці Академіка Заболотного до Столичного шосе.

## Історія
Виникла в 1-й половині XX століття як вулиця без назви. Сучасна назва — з 1957 року.